# Dry Harbour Mountains
Dry Harbour Mountains är en bergskedja i Jamaica.   Den ligger i parishen Parish of Saint Ann, i den centrala delen av landet, 70 km nordväst om huvudstaden Kingston. Dry Harbour Mountains ligger på ön Jamaica.